# دار النهضة العربية (القاهرة)
- تأسست دار النهضة العربية عام 1960

- اهتمت الدار من بداية عملها في النشر بالعلوم الاجتماعية بصفة عامة والقانون والإعلام بصفة خاصة وكانت رسالتها منذ التنشئة الاهتمام بخدمة العلم والعلماء في العالم العربي والنهوض بالأمة العربية ومن هنا جاء اسم الدار
- عام 1968 قامت بفتح فرع لها داخل الحرم الجامعي لجامعة القاهرة ومن خلاله كان لها اثر كبير علي الباحثين الذين وصلوا لمناصب مرموقة لاحقا
- استكمالا لرسالتها قامت بفتح فرع لها بالإٌمارات العربية المتحدة - بدبي لمساهمة في خدمة الباحثين في منطقة الخليج العربي التي تشهد نهضة علمية وثقافية غير مسبوقة  وستظل الدار في تطور مستمر لتظل أحد المصادر الهامة للحصول علي المراجع في العالم العربي حتي تكمل رسالتها التي كانت هدفها الدائم منذ البداية
- للدار موقع رسمي باسم «دار النهضة العربية» يمكن الإطلاع من خلاله علي جميع الإصدارات والقوائم، كما وفرت حديثاً الإطلاع علي فهارس الكتب.
- تشارك الدار في جميع المعارض الخاصة بالكتب في الوطن العربي

دار النهضة العربيّة هي إحدى كبريات وأقدم دور النشر العلميّة والأدبيّة في القاهرة، جمهورية مصر العربية. أنشأت في أربعينات القرن العشرين وتنشر وتوزّع الكتب والمؤلّفات العلميّة لكبار المؤلّفين والكتّاب. مركزها الرئيس في القاهرة.
العنوان 32 شارع عبد الخالق ثروت القاهرة